# Illovszky Rudolf Stadion
Illovszky Rudolf Stadion – stadion piłkarski w Budapeszcie, stolicy Węgier. Został otwarty 5 lipca 2019 roku. Może pomieścić 5154 widzów. Swoje spotkania na stadionie rozgrywają piłkarze klubu Vasas FC.
Budowa stadionu rozpoczęła się w marcu 2017 roku, po rozebraniu starego stadionu. Nowy obiekt klubu Vasas FC powstał w miejscu swego poprzednika (murawę przesunięto nieco w kierunku południowym). Inauguracja nowej areny miała miejsce 5 lipca 2019 roku, a na otwarcie gospodarze w meczu towarzyskim pokonali DAC 1904 Dunajská Streda 2:0. Nowy obiekt, podobnie jak i poprzednik, nazwany został imieniem Rudolfa Illovszkyego. W trakcie budowy piłkarze Vasas FC tymczasowo występowali na stadionie im. Ferenca Szuszy.